# Шімойо
Шимойо, Шімо́йо (порт. Chimoio, МФА: [ʃi.ˈmoj.u]) — місто на заході Мозамбіку. Адміністративний центр провінції Маніка.

## Назва
- Шимо́йо (порт. Chimoio, МФА: [ʃi.ˈmoj.u][4]) — сучасна назва.
- Ві́ла-Пері́ (порт. Vila Pery, МФА: [ˈvi.ɫɐ pɨ.ˈɾi]) — стара португальська назва у 1916—1975 роках.
- Манді́гуш (порт. Mandingos, МФА: [mɐ̃.ˈdĩ.guʃ ]) — стара португальська назва до 1916 року.

## Географія
Місто Шімою знаходиться в західній частині Мозамбіку, в так званому коридорі Бейра. Шимойо є 5-м за величиною містом країни, воно розташоване на стратегічно важливій лінії залізниці, що сполучає океанський порт Бейра зі столицею Зімбабве Хараре. Недалеко від Шімою, на кордоні з Зімбабве, знаходиться найвища гора Мозамбіку — Бінга (висотою в 2436 м над рівнем моря). Місто оточують незаймані тропічні ліси, в яких водяться різні види мавп, антилоп та інших диких тварин.

### Клімат
Місто знаходиться у зоні, котра характеризується вологим субтропічним кліматом. Найтепліший місяць — січень із середньою температурою 23.9 °C (75.1 °F). Найхолодніший місяць — липень, із середньою температурою 17.2 °С (63 °F).
| Клімат Шимойо           | Клімат Шимойо | Клімат Шимойо | Клімат Шимойо | Клімат Шимойо | Клімат Шимойо | Клімат Шимойо | Клімат Шимойо | Клімат Шимойо | Клімат Шимойо | Клімат Шимойо | Клімат Шимойо | Клімат Шимойо | Клімат Шимойо |
| Показник                | Січ.          | Лют.          | Бер.          | Квіт.         | Трав.         | Черв.         | Лип.          | Серп.         | Вер.          | Жовт.         | Лист.         | Груд.         | Рік           |
| Середній максимум, °C   | 28,4          | 27,6          | 27,5          | 26,1          | 24,7          | 23            | 22,8          | 24,5          | 27,2          | 28,5          | 28,6          | 28,3          | 26,4          |
| Середня температура, °C | 23,9          | 23,4          | 23,1          | 21,4          | 19,4          | 17,5          | 17,2          | 18,6          | 21            | 22,6          | 23,3          | 23,6          | 21,3          |
| Середній мінімум, °C    | 19,5          | 19,3          | 18,6          | 16,8          | 14            | 12            | 11,6          | 12,8          | 14,8          | 16,6          | 18            | 19            | 16,1          |
| Норма опадів, мм        | 202.5         | 228.2         | 163.4         | 54.2          | 26.4          | 16.2          | 18            | 20.7          | 15.2          | 43.2          | 97.3          | 206.5         | 1091.8        |
| Днів з дощем            | 11,1          | 11,9          | 9,5           | 5,3           | 3             | 2,8           | 2,5           | 2,8           | 2             | 4,3           | 7,6           | 11,1          | 73,9          |
| ----------------------- | ------------- | ------------- | ------------- | ------------- | ------------- | ------------- | ------------- | ------------- | ------------- | ------------- | ------------- | ------------- | ------------- |
| Джерело: Weatherbase    |               |               |               |               |               |               |               |               |               |               |               |               |               |

## Історія
У минулому місто перебувало на території імперії Мономотапа і називався Мандінгуш. В 1916 році був перейменоване португальцями в Віла-Пері (по імені тодішнього губернатора Мозамбіку). Статус міста отримало в 1969 році. Після надання незалежності Мозамбіку в 1975 році знову було перейменоване в Шімою.

## Населення
Чисельність населення міста за даними на 2007 рік становить 238 976 чоловік.
| Рік  | Населення |
| ---- | --------- |
| 1980 | 74372     |
| 1997 | 177 608   |
| 2007 | 238 976   |

## Релігія
- Центр Шімойської діоцезії Католицької церкви.